# Юг, Жан-Батист
Доминик Жан-Батист Юг (фр. Dominique Jean Baptiste Hugues; 15 апреля 1849, Марсель — 26 октября 1930, XVI округ Парижа) — французский скульптор.

## Биография
Родился в 1849 году в Марселе в семье бондаря Жана Франсуа Юга и его жены Урсулы Анны, урожденной Гиен. 
Учился ремеслу скульптора сперва в Школе изящных искусств Марселя, а затем — в Высшей школе изящных искусств Парижа, где его наставником был Огюст Дюмон.
Дважды, в 1872 и 1873 годах, получал Римскую премию второй степени в области скульптуры, и только с третьей попытки, в 1875 году получил Римскую премию первой степени, после чего получил возможность отправиться в Рим, где с 1876 по 1879 год жил и учился во Французской академии на Вилле Медичи.
Уже находясь в Риме, отправлял свои работы на ежегодный Парижском салоне (первый раз — не позднее 1878 года). На Салоне 1882 года работа Жана-Батиста Юга «Эдип в Колоне» привлекла к себе всеобщее внимание. Также выставлял свои работы на Всемирных выставках 1889 и  1900 годов.
В 1897 году стал профессором Высшей школы изящных искусств Парижа, а в 1905 году — также членом Высшего совета по народному просвещению при министре просвещения Франции.
Кавалер (1889), а затем — офицер (1903) ордена Почетного легиона. Первую из этих двух наград ему на торжественной церемонии было доверено вручить художнику Жану Жозефу Вертсу, обладателю командорской степени ордена. Вертсом также был исполнен представленный в статье портрет скульптора. 
Среди наиболее известных работ Жана-Батиста Юга — фонтан «Данаиды» на городской площади Марселя, которая ныне именуется Сталинградской.
Скончался скульптор Жан-Батист Юг в 1930 году в Париже.
В Париже его именем названа улица.

## Галерея

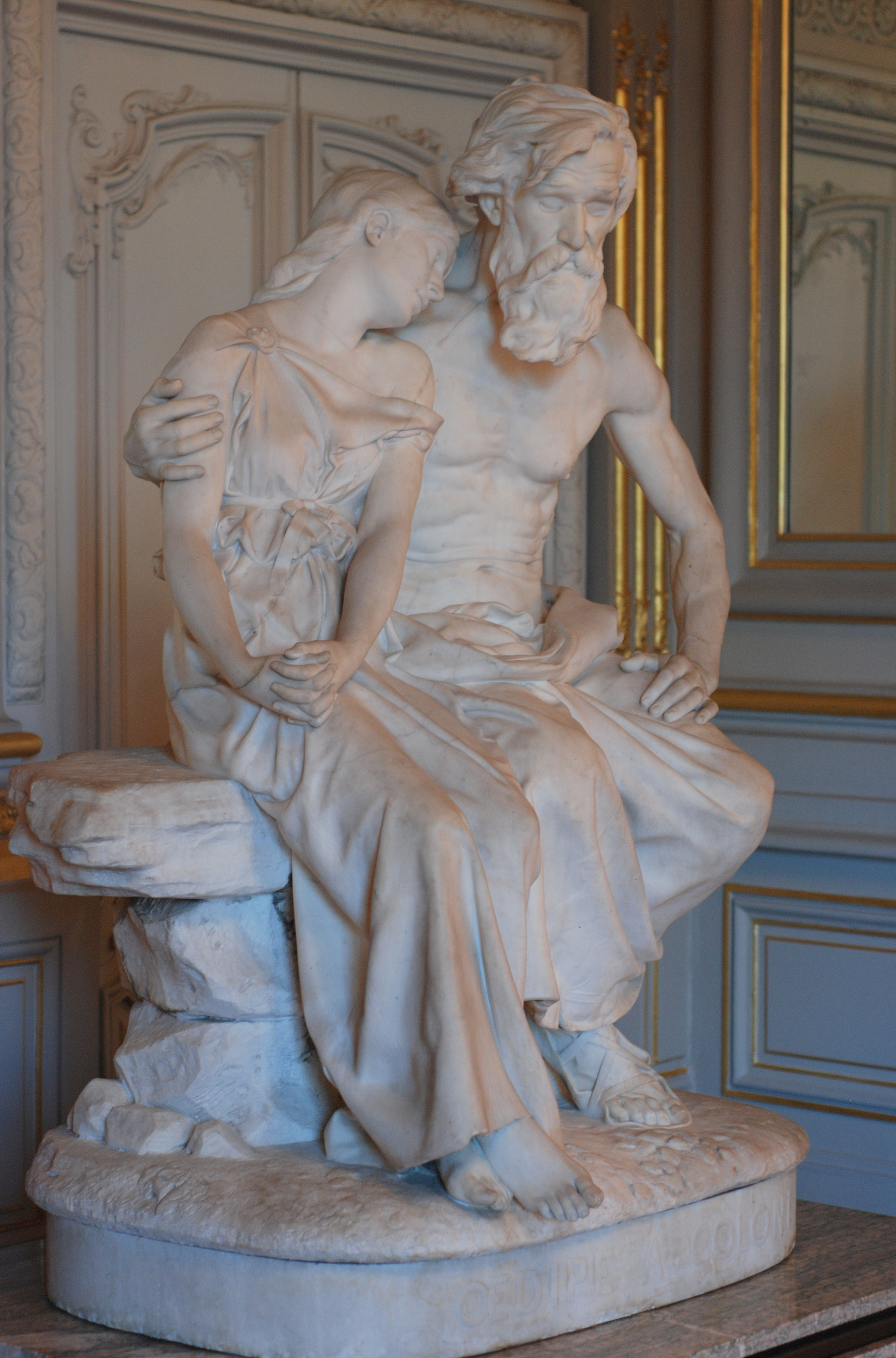
Эдип в Колоне (1885), Музей Орсе, Париж
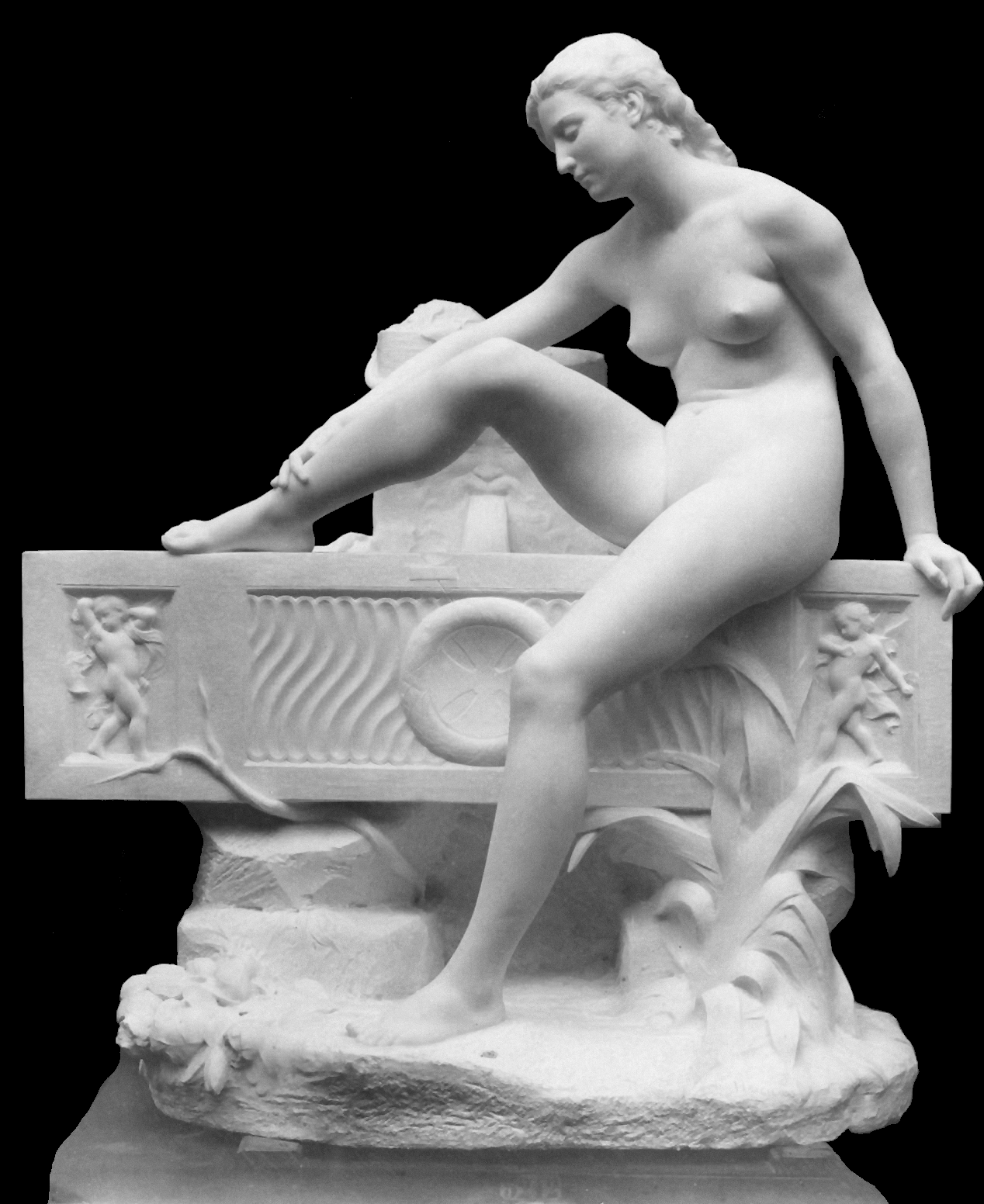
Муза весны (1893), Шартр
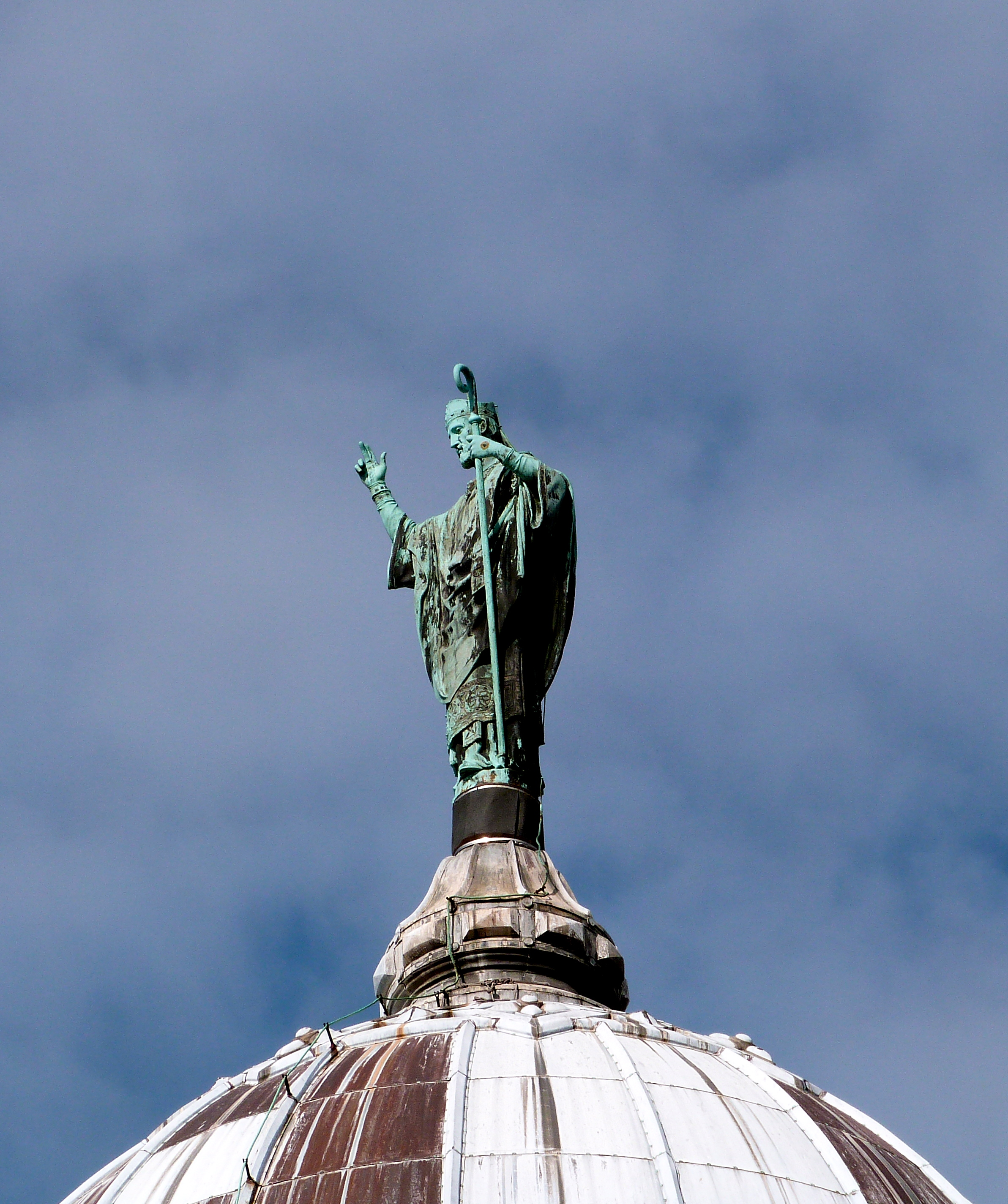
Святой Мартин Турский в образе епископа, купол Базилики Святого Мартина, Тур
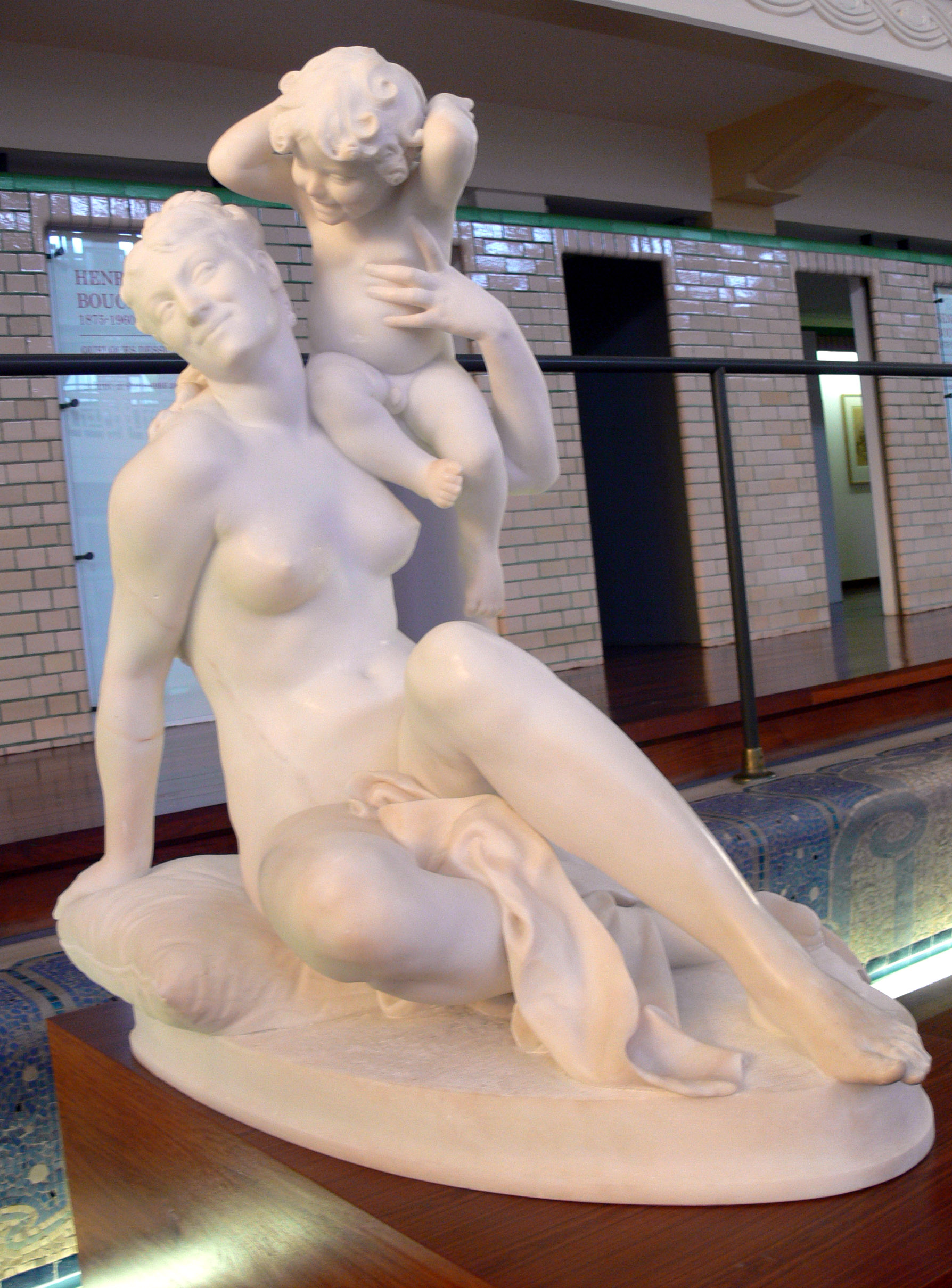
Мать и дитя, Музей Ла-Пишине, Рубе
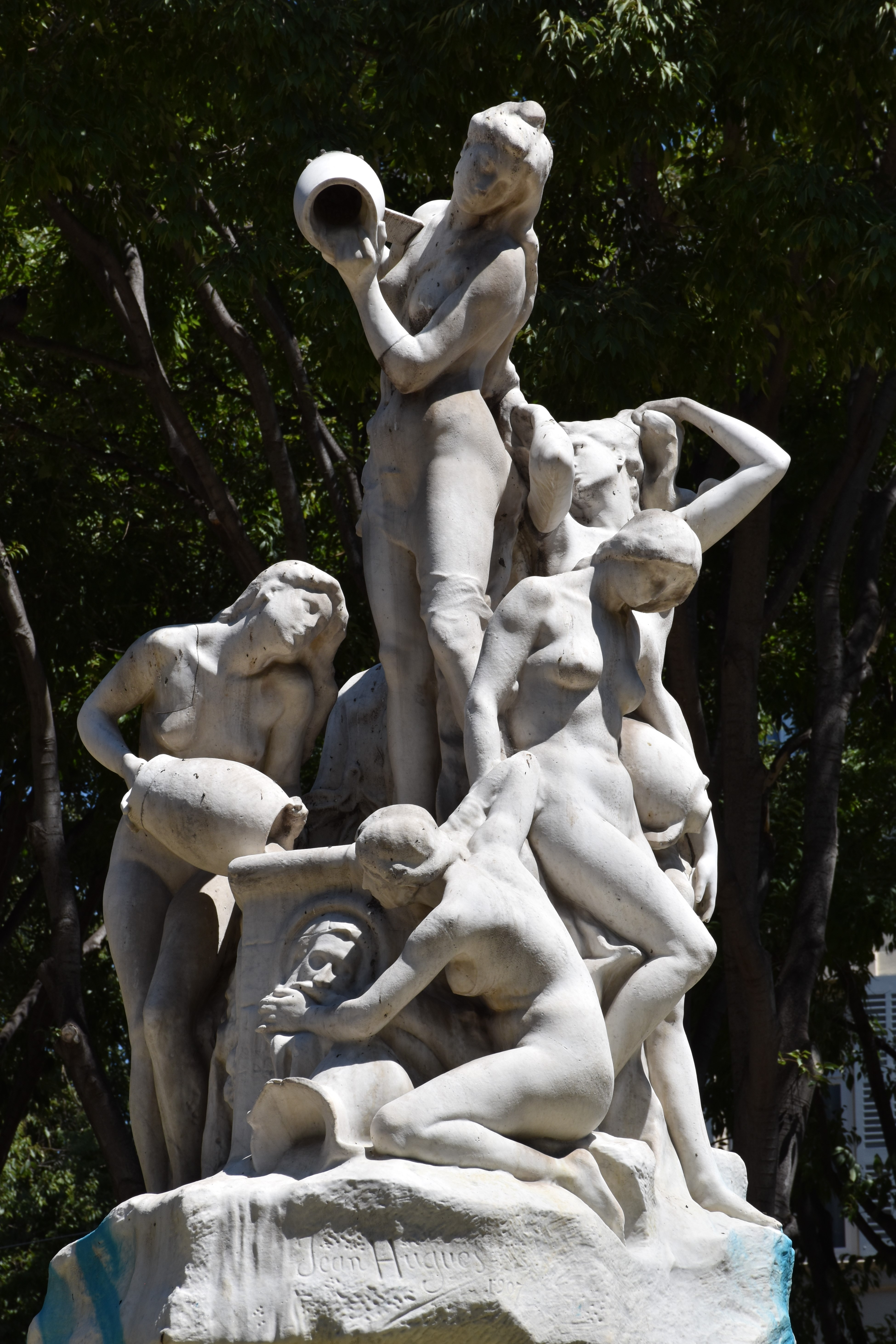
Фонтан «Данаиды», Сталинградская площадь, Марсель